# Небуг
Не́буг (адыг. Нэбгъу) — село в Туапсинском районе Краснодарского края. Административный центр муниципального образования «Небугское сельское поселение».

## География
Селение расположено на побережье Чёрного моря, в долине реки Небуг. Находится в 9 км к северо-западу от районного центра Туапсе и в 94 км к югу от города Краснодар. Через село проходит автотрасса А-147, связывающая Черноморское побережье России от Адлера до Джубги.
Граничит с землями населённых пунктов: Майский и Тюменский на северо-западе, Агуй-Шапсуг на востоке и Агой на юго-востоке.
Населённый пункт расположен у черноморского побережья на южном склоне Главного Кавказского хребта. Поселение с трёх сторон окружён горными грядами, со смешанным сосновым и лиственным лесом. Средние высоты на территории посёлка составляют 81 метра над уровнем моря. Прибрежная часть посёлка находится в зоне нулевой отметки. Наивысшей точкой местности является гора Сигнал (311 м), расположенная к востоку от посёлка. К северо-востоку от села расположена гора Пшеничная (471 м).
Гидрографическая сеть представлена рекой Небуг. В пределах села в реку Небуг впадают его правые притоки — Щель Долматова, Щель Хаблакова и несколько родниковых источников. В горах в бассейне реки Небуг и её притоков расположены дольмены и развалины адыгских (черкесских) аулов.
Климат в посёлке переходный от умеренного к субтропическому. Его в основном характеризуют воздушные массы дующие с акватории Черного моря. Среднегодовая температура воздуха составляет около +13°С, со средними температурами июля около +23°С, и средними температурами января около +4°С. Среднегодовое количество осадков составляет около 1100 мм в год. Основная часть осадков выпадает в зимний период.

## Этимология
Название населённому пункту дано по названию реки Небуг. Топоним восходит к адыгейскому «нэбгъу», что в переводе означает «широкоглазая».

## История
Село основано в 1864 году казаками, как станица Небугская Шапсугского берегового батальона. В том году 50 казаков с семьями высадились с парохода и обосновались в километре от морского берега.
Станица преобразована в селение после 1870 года.
По ревизии на 1 января 1917 года деревня Небуг входила в состав Вельяминовского сельского общества Туапсинского округа Черноморской губернии.
В 1923 году село Небуг относилось к Вельяминовской волости Туапсинского района Черноморского округа Кубано-Черноморской области. Не позднее 31 декабря 1934 года оно стало административным центром Небугского сельского Совета Туапсинского района.
В период временного упразднения Туапсинского района с 21 января 1935 года по 16 апреля 1940 года село находилось в муниципальном подчинении города Туапсе. С 16 апреля 1940 года оно снова вошло в состав Туапсинского района.
17 июля 1954 года в связи с упразднением Небугского сельского совета, село Небуг было подчинено Куйбышевскому сельскому Совету.
26 декабря 1962 года село передано в состав Агойского сельского Совета.
В 2005 году Агойский сельсовет преобразован в Небугское сельское поселение, а село Небуг избран его административным центром.

## Население
| 1989 | 1999  | 2002  | 2010  | 2021  |
| ---- | ----- | ----- | ----- | ----- |
| 2713 | ↗3383 | ↗3651 | ↗3972 | ↗3979 |

Национальный состав
По данным Всероссийской переписи населения 2010 года:
| Народ    | Численность, чел. | Доля от всего населения, % |
| -------- | ----------------- | -------------------------- |
| русские  | 3 333             | 83,9 %                     |
| армяне   | 136               | 3,4 %                      |
| адыги    | 101               | 2,5 %                      |
| украинцы | 93                | 2,3 %                      |
| другие   | 309               | 7,8 %                      |
| всего    | 3 972             | 100 %                      |

По данным Всероссийской переписи населения 2021 года:
| Народ             | Численность, чел. | Доля от всего населения, % |
| ----------------- | ----------------- | -------------------------- |
| Русские           | 3 552             | 89,27 %                    |
| Армяне            | 142               | 3,57 %                     |
| Адыги (Черкесы)   | 127               | 3,19 %                     |
| Украинцы          | 43                | 1,08 %                     |
| другие/не указано | 115               | 2,89 %                     |
| всего             | 3 979             | 100,0 %                    |

## Образование
- Средняя общеобразовательная школа № 25 — ул. Центральная, 46.
- Дошкольное образовательное учреждение № 17 — ул. Центральная, 12.

## Экономика
Как и в других населённых пунктах на черноморском побережье России, в Небуге основу экономики составляет сфера услуг (в частности туризма). Пляжный сезон в селе открыт с конца мая до середины октября. Из объектов развлекательной инфраструктуры в селе действуют — аквапарк «Дельфин» и дельфинарий «Аквамир». Приморская часть села и низовье реки Небуг в основном застроены гостиницами, пансионатами, санаториями и т.д.

## Кварталы
| Солнечный        |
| микрорайон Южный |

| Спортивный |

| Ямал |

Территории
| ГСК 31          |
| ГСК 51 Прометей |

| ГСК Гараж |
| ГСК Небуг |

| СМУ 4 |

## Улицы
| Весенняя   |
| Газовиков  |
| Луговая    |
| Набережная |

| Новороссийское шоссе |
| Приморская           |
| Родниковая           |
| Садовая              |

| Совхозная    |
| Тюменская    |
| Центральная  |
| Черноморская |

## Известные уроженцы
- Щедрин, Григорий Иванович — Герой Советского Союза, вице-адмирал. Детство провёл в Небуге.